# Tertry Communal Cemetery
Tertry Communal Cemetery is een begraafplaats gelegen in de Franse plaats Tertry (Somme). De militaire graven worden onderhouden door de Commonwealth War Graves Commission.
De begraafplaats telt 15 geïdentificeerde Gemenebest graven uit de Eerste Wereldoorlog.